# کتایون امیرپور

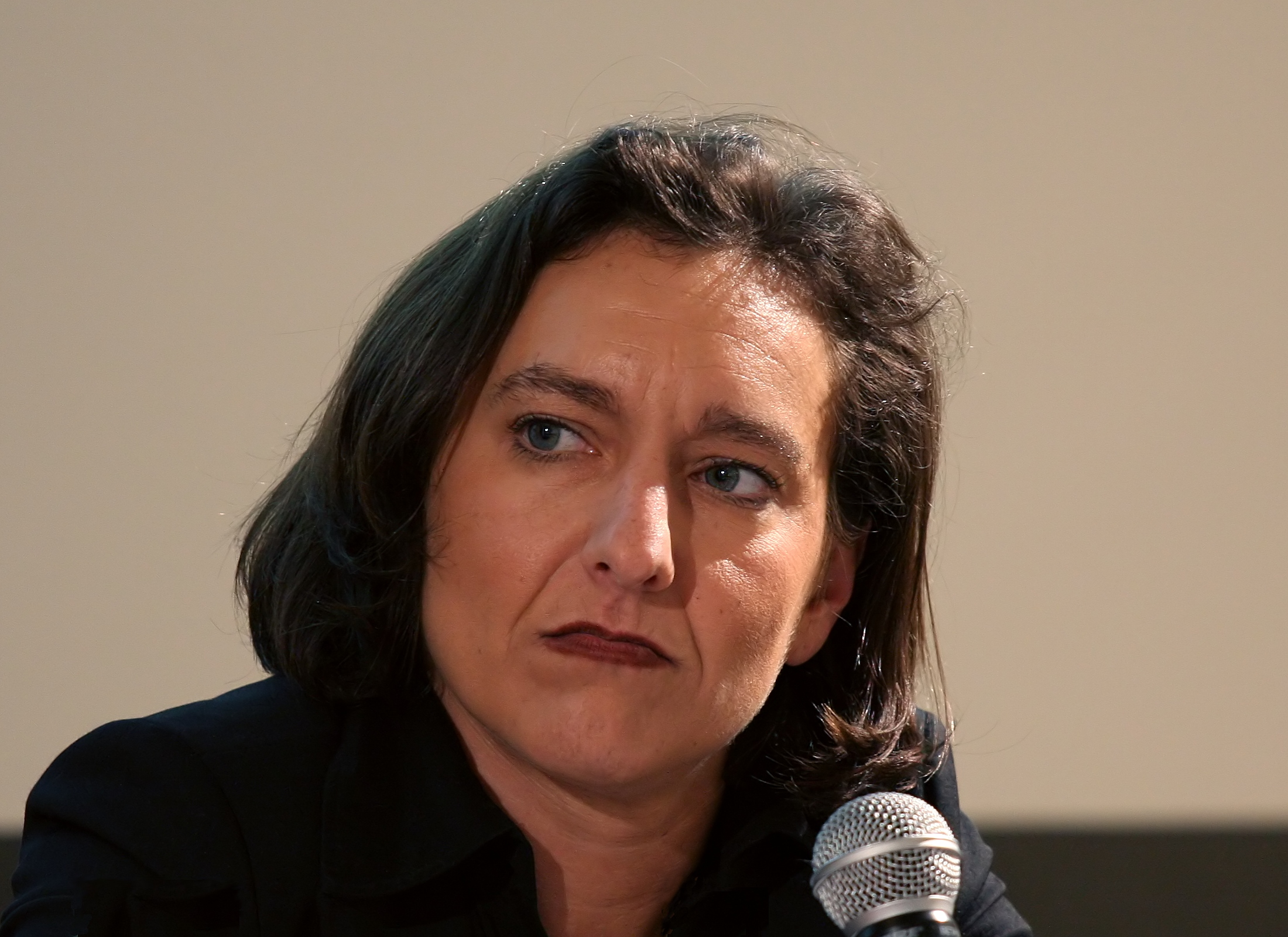
کتایون امیرپور، سال ۲۰۰۹ میلادی

کتایون امیرپور (زادهٔ ۱۹۷۱ در کلن) خبرنگار و استاد مطالعات اسلامی در دانشگاه هامبورگ بود و از تاریخ آوریل ۲۰۱۸ صاحب کرسی رشته اسلام شناسی (گرایش ایران و تشیع) دانشگاه کلن است. امیرپور معاون مدیر "آکادمی مذاهب جهان" (AWR) در دانشگاه هامبورگ است. وی ایرانی‌الاصل است و هم‌اکنون در آلمان زندگی می‌کند. همسر او نوید کرمانی بود که در سال ۲۰۲۰ میلادی از هم جدا شدند.

## آثار
- Reforms to religious seminaries? Tiresias-Verlag, 2002, ISBN 3-934305-27-X
- Understanding Iran, Institute for Tourism and Development, 2002
- The de-politicization of Islam. Abdolkarim Sorūš's thought and influence in the Islamic Republic of Iran. Ergon Verlag, 2003, ISBN 3-89913-267-X
- Opposition in exile as a political actor, 2002
- God is with the fearless, Herder, 2004, ISBN 3-451-05469-8
- شیرین عبادی, Amsterdam, Sirene, 2004
- Iran showcase, Herder, 2004, ISBN 3-451-05535-X
- Gibt es in Iran noch einen Reformprozess: Does Iran still have a reform process? In: From Politics and History, Federal Agency for Civic Education, 23 February 2004